# 第28回インディペンデント・スピリット賞
第28回インディペンデント・スピリット賞は、2012年11月27日にノミネートが発表された。授賞式は2013年2月23日に行われ、アンディ・サムバーグが司会を務めた。

## 受賞とノミネート一覧

### 作品賞
- 『世界にひとつのプレイブック』
  - 『ハッシュパピー 〜バスタブ島の少女〜』
  - 『バーニー/みんなが愛した殺人者』
  - Keep the Lights On
  - 『ムーンライズ・キングダム』

### 第一回作品賞
- 『ウォールフラワー』
  - Fill the Void
  - Gimme the Loot
  - 『彼女はパートタイムトラベラー』
  - Sound of My Voice

### 監督賞
- デヴィッド・O・ラッセル - 『世界にひとつのプレイブック』
  - ウェス・アンダーソン - 『ムーンライズ・キングダム』
  - ジュリア・ロクテフ - 『ロンリエスト・プラネット 孤独な惑星』
  - アイラ・サックス - Keep the Lights On
  - ベン・ザイトリン - 『ハッシュパピー 〜バスタブ島の少女〜』

### 主演男優賞
- ジョン・ホークス - 『セッションズ』
  - ジャック・ブラック - 『バーニー/みんなが愛した殺人者』
  - ブラッドリー・クーパー - 『世界にひとつのプレイブック』
  - トゥーレ・リントハート - Keep the Lights On
  - マシュー・マコノヒー - 『キラー・スナイパー』
  - ウェンデル・ピアース - Four

### 主演女優賞
- ジェニファー・ローレンス - 『世界にひとつのプレイブック』
  - リンダ・カーデリーニ - Return
  - エマヤツィ・コリネアルディ - Middle of Nowhere
  - クヮヴェンジャネ・ウォレス - 『ハッシュパピー 〜バスタブ島の少女〜』
  - メアリー・エリザベス・ウィンステッド - Smashed

### 助演男優賞
- マシュー・マコノヒー - 『マジック・マイク』
  - デヴィッド・オイェロウォ - Middle of Nowhere
  - マイケル・ペーニャ - 『エンド・オブ・ウォッチ』
  - サム・ロックウェル - 『セブン・サイコパス』
  - ブルース・ウィリス - 『ムーンライズ・キングダム』

### 助演女優賞
- ヘレン・ハント - 『セッションズ』
  - ローズマリー・デウィット - 『ラブ・トライアングル』
  - アン・ダウド - 『コンプライアンス 服従の心理』
  - ブリット・マーリング - Sound of My Voice
  - ロレイン・トゥーサント - Middle of Nowhere

### 脚本賞
- 『世界にひとつのプレイブック』 - デヴィッド・O・ラッセル
  - Keep the Lights On - アイラ・サックス
  - 『ムーンライズ・キングダム』 - ウェス・アンダーソン、ロマン・コッポラ
  - 『ルビー・スパークス』 - ゾーイ・カザン
  - 『セブン・サイコパス』 - マーティン・マクドナー

### 第一回脚本賞
- 『彼女はパートタイムトラベラー』 - デレク・コノリー
  - 『セレステ∞ジェシー』 - ラシダ・ジョーンズ、ウィル・マコーマック
  - Fill the Void - ラマ・バースタイン
  - 『彼と彼女のゲイビー大作戦』 - ジョナサン・リセッキ
  - 『素敵な相棒 〜フランクじいさんとロボットヘルパー〜』 - クリストファー・D・フォード

### 撮影賞
- 『ハッシュパピー 〜バスタブ島の少女〜』 - ベン・リチャードソン
  - 『エンド・オブ・ウォッチ』 - ロマン・カシヤノフ
  - Here - ロール・クローリー
  - 『ムーンライズ・キングダム』 - ロバート・D・イェーマン
  - 『聖者の谷』 - ヨニ・ブルック

### 外国映画賞
- 『愛、アムール』 -  オーストリア/ フランス/ ドイツ
  - Once Upon a Time in Anatolia -  トルコ/ ボスニア・ヘルツェゴビナ
  - 『君と歩く世界』 -  フランス/ ベルギー
  - 『シモンの空』 -  フランス/ スイス
  - 『魔女と呼ばれた少女』 -  カナダ

### ドキュメンタリー映画賞
- The Invisible War
  - The Central Park Five
  - How to Survive a Plague
  - Marina Abramovic: The Artist Is Present
  - The Waiting Room

### ジョン・カサヴェテス賞
- Middle of Nowhere
  - Breakfast with Curtis
  - The Color Wheel
  - Mosquita y Mari
  - Starlet

### Truer Than Fiction Award
- The Waiting Room
  - Leviathan
  - Only the Young

### Producers Award
- マイネット・ルーイー（英語版）
  - デリック・ツェン（英語版）
  - Alicia Van Couvering

### Someone to Watch Award
- Adam Leon - Gimme the Loot
  - David Fenster - Pincus
  - Rebecca Thomas - Electrick Children

### ロバート・アルトマン賞
- Starlet